# Guatteria oliviformis
Guatteria oliviformis là loài thực vật có hoa thuộc họ Na. Loài này được Donn.Sm. mô tả khoa học đầu tiên năm 1896.